# جون نوبل هولكومب
جون نوبل هولكومب (بالإنجليزية: John Noble Holcomb) هو عسكري أمريكي، ولد في 11 يونيو 1946 في بيكر سيتي في الولايات المتحدة، وتوفي في 3 ديسمبر 1968 في فيتنام الجنوبية.